# 키프로스 항공 (1947~2015년)
키프로스 항공(영어: Cyprus Airways)은 키프로스의 없어진 항공사이다. 니코시아에 본사를 두었던 항공사로 허브 공항은 라르나카 국제공항이었다.

## 역사
1947년에 설립 했으며 1948년에 3대의 더글러스 DC-3 기종을 도입해 취항하기 시작했다. 이후 추가로 항공기를 구입하고 노선을 확대했다. 1960년 키프로스가 독립을 하면서 키프로스 정부가 대주주가 되었다. 1980년대 중반 연간 70만 명 이상의 승객을 수송했다. 1990년대에 많은 항공사와 새로운 협력 협정을 체결했다. 2006년에 재정난을 겪기 시작하자 키프로스 정부는 자회사인 유로키프리아 항공(영어: Eurocypria)을 매각했으며 2007년에 창립 60주년을 맞이했다. 2009년에 금융 문제로 경영난을 겪게 되면서 회사가 직격탄을 맞게 되었고 2015년 1월에 운항을 중단했다.

## 운항 노선
- 2012년 7월 기준으로 키프로스 항공은 다음과 같은 노선을 운항하고 있다.

### 코드쉐어 협정
- 키프로스 항공은 다음과 같은 항공사와 코드쉐어 협정을 체결하고 있다.

| - 아에로플로트 (스카이팀) - 알리탈리아 항공 (스카이팀) - 에티하드 항공 - 걸프 에어 | - KLM (스카이팀) - 중동 항공 (스카이팀) - TAROM (스카이팀) - 버진 애틀랜틱 항공 |

## 보유 기종
- 2012년 7월 기준으로 키프로스 항공은 다음과 같은 기종을 보유하고 있으며 평균 기령은 8.3년이다.[5][6]

## 사진

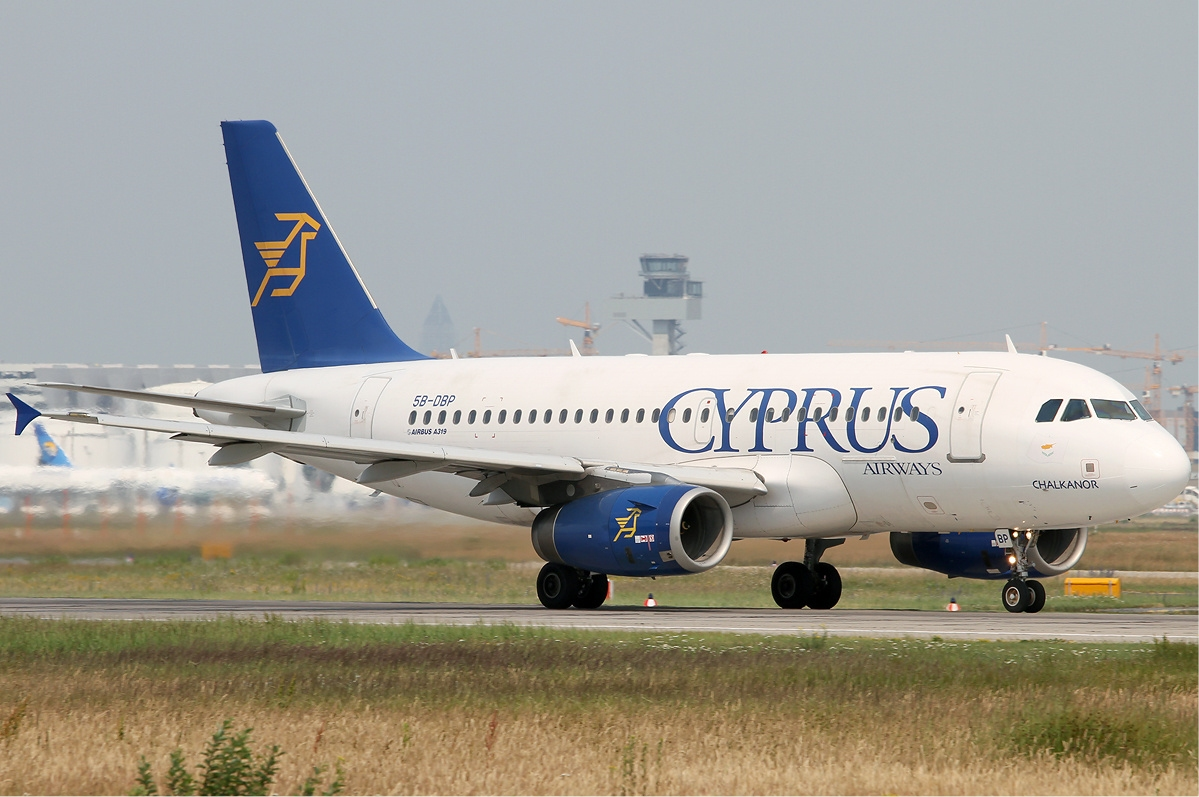
키프로스 항공의 에어버스 A319-100(퇴역)
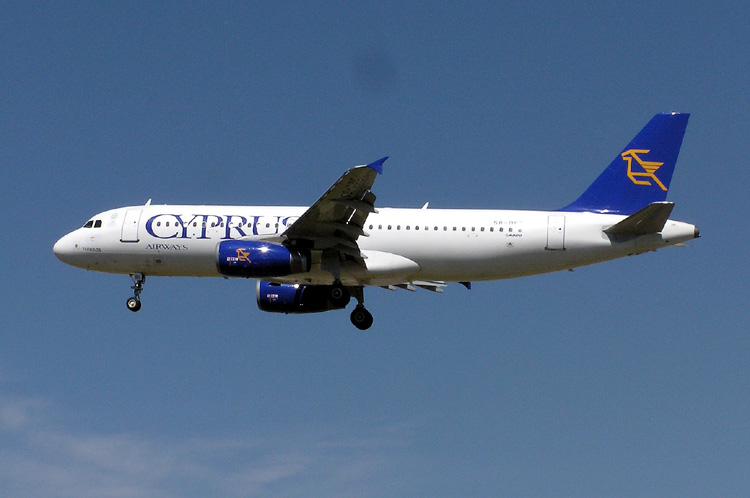
키프로스 항공의 에어버스 A320-200(퇴역)
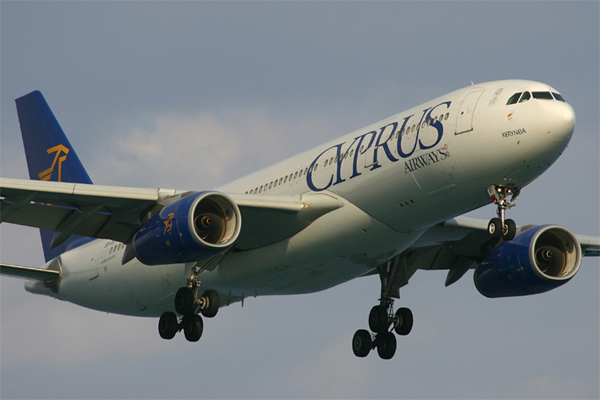
키프로스 항공의 에어버스 A330-300(퇴역)